# Шелкоусов, Иван Никитович
Иван Никитович Шелкоусов (15 сентября 1924 — 22 июня 2018) — советский работник сельского хозяйства, комбайнёр МТС имени Петровского Ак-Булакского района Чкаловской области (ныне — Оренбургской), Герой Социалистического Труда (1957).

## Биография
Родился 15 сентября 1924 года в селе Петровка (по другим данным Новопетровское) Акбулакского района ныне Оренбургской области в крестьянской семье. Был младшим ребёнком из шестерых детей.
Учился в школе, пока в 1933 году не умерла его мать, окончил четыре класса. Семье жилось трудно. В 1935 году они переехали на постоянное место жительства в село Новогригорьевка. Когда Ивану исполнилось пятнадцать лет, его пригласили работать на прицеп. Затем он стал изучать трактор и в 1940 году самостоятельно сел за его руль. В 1941—1942 годах работал на жатве, управляя трактором ЧТЗ. В 1942 году был призван в Красную армию и по 1947 год служил в частях береговой артиллерии на Дальнем Востоке. После восьми месяцев учебной школы, получил звание младшего сержанта и служил в 521-й береговой батарее 75-го отдельного артиллерийского дивизиона. Участник Великой Отечественной и Советско-японской войн.
Демобилизовавшись, Иван Никитович вернулся на родину. Работал трактористом и комбайнером машинно-тракторной станции имени Петровского в поселке Карповский (ныне Карповка) Акбулакского района Чкаловской области. Обучался на шестимесячных курсах комбайнеров в Акбулакской школе механизации. С 1954 года Шелкоусов принимал участие в освоении целинных земель. В 1956 году вместе со своим старшим братом Дмитрием, племянником Анатолием и женой Евдокией, работая на двух комбайнах, убрали урожай на площади 1100 гектаров, намолотив 25000 центнеров зерна.
В 1958—1968 годах был комбайнером в колхозе имени Димитрова. В 1965 году окончил курсы слесарей-монтажников оборудования животноводческих ферм в Акбулакском СПТУ. В 1969—1989 годах работал слесарем в совхозе «Акбулакский» Акбулакского района. С 1989 года находился на пенсии.
Кроме производственной, И. Н. Шелкоусов занимался общественной деятельностью. Будучи членом КПСС, был делегатом XXII съезда КПСС. Являлся делегатом 3-го съезда ВЦСПС (1958), на котором избирался членом ЦК ВЦСПС. Депутат Верховного Совета РСФСР 6-го созыва (1963—1967).

## Награды
- Указом Президиума Верховного Совета СССР от 11 января 1957 года за особые заслуги в освоении целинных и залежных земель, успешное проведение уборки урожая и хлебозаготовок в 1956 году Шелкоусову Ивану Никитовичу было присвоено звание Героя Социалистического Труда с вручением ордена Ленина и золотой медали «Серп и Молот».
- Был награждён вторым орденом Ленина (24.03.1954), орденом Отечественной войны 2-й степени (23.12.1985), а также медалями, среди которых «За победу над Японией», «За освоение целинных земель» и медаль ВДНХ СССР.
- В марте 1958 года был награждён знаком «Отличник социалистического соревнования сельского хозяйства РСФСР».[3]
- Почётный гражданин Акбулакского района (09.08.2002).